# نبتة بوسيدون المحيطية
نبتة بوسيدون المحيطية أو شَارة (الاسم العلمي: Posidonia oceanica) هي نوع من النباتات المائية المستوطنة في البحر الأبيض المتوسط يتبع جنس نبتة بوسيدون من الفصيلة البوسيدونية. لها خصائص مشابهة للنباتات الأرضية اذ لها جذور وجذع جذري وأوراق شبيهة بالشريط يصل طولها إلى متر واحد ومتشابكة في عقد من 6-7 خصل. تزهر في الخريف وفي الربيع تنتج فواكه عائمة تسمى عادة «زيتون البحر».
تشكل هذه النباتات أراضي عشبية مغمورة لها أهمية بيئية ملحوظة والتي تشكل مجتمع الذروة في البحر الأبيض المتوسط وممارسة نشاط ملحوظ في حماية الخط الساحلي من التآكل. يوجد في داخل هذه الأراضي العشبية العديد من الكائنات الحية النباتية والحيوانية التي تجد الغذاء والحماية فيها.
تعتبر نبتة بوسيدون المحيطية مؤشرا جيدا على جودة المياه البحرية الساحلية.

## التطور
تطورت نبتة بوسيدون المحيطية مثل كل البذريات البحرية أيضًا من كاسيات البذور التي كانت تعيش في منطقة المد والجزر على الحدود بين البر والبحر والتي كانت بالتالي قادرة على تحمل فترات قصيرة من الانغماس في الماء. عندما تحولت عملية التأبير الريحي إلى التأبير المائي تخلت هذه النباتات تمامًا عن الأرض. تعود الأحافير الأولى لنبتة بوسيدون (نبتة بوسيدون الطباشيرية) إلى العصر الطباشيري أي قبل حوالي 120 مليون سنة بينما ظهرت نبتة بوسيدون الباريسية في العصر الإيوسيني قبل 30 مليون سنة. تسببت أزمة ملوحة العصر المسيني التي حدثت قبل حوالي 6 ملايين عام في البحر المتوسط في انخفاض التنوع الجيني في نبتة بوسيدون. في حين كان هناك قبل الأزمة سلالات من نبتة بوسيدون قادرة على العيش في ظروف محلية عالية الملوحة وسلالات قادرة على العيش في أحواض منخفضة الملوحة ولكن بعد الأزمة اختفت هذه الأخيرة ولم يتم يتبقى سوى تلك القادرة على العيش في درجة عالية من الملوحة. داخل بحيرة ستانيوني في مارسالا تقع المروج في منطقة يمكن أن تصل الملوحة فيها إلى قيم من 46-48 ‰

## التصنيف
وصف لينيوس نبتة بوسيدون المحيطية في كتابه نظام الطبيعة "Systema Naturae" تحت النوع الذي أطلق عليه اسم «الحزامية المحيطية» "Zostera oceanica". أعاد الباحث ألير رافينو دوليل في عام 1813 تسمية النوع نبتة بوسيدون المحيطية "Posidonia oceanica". ينتمي جنس نبتة بوسيدون وفقًا لمعظم علماء النبات إلى الفصيلة البوسيدونية ولكن هناك باحثون ينسبونها إلى فصيلة جار النهر وآخرون إلى النجاوية أو إلى الحزامية، وحتى فيما يتعلق بالرتبة، لا يوجد اتفاق بين العلماء اذ أن نبتة بوسيدون تنتمي إلى رتبة النجاويات "Najadales" وفقًا لتصنيف نظام كرونكويست لتصنيف النباتات بينما وفقًا لITIS تنتمي إلى رتبة جارات النهر "Potamogetonales"  بينما يبقيها تصنيف APG في الفصيلة البوسيدونية ولكن ضمن رتبة المزماريات ويعتبر أن الرتبتين المذكورتين أعلاه مرادفتين لها.
اسم الجنس العلمي Posidonia مشتق من الكلمة اليونانية σειδώνοσειδών (بالإنجليزية: Poseidon)‏ بوسيدون وهو اسم إله البحر وتشير صفة النوع المحيطية إلى حقيقة أن هذا النوع كان له توزيع جغرافي أوسع بكثير من الحالي.

## الاستعمال
كانت أوراق نبتة بوسيدون المحيطية في الماضي تستخدم كعازل في بناء الأسطح وكعلف للماشية أو لتعبئة المواد الهشة وكان يطلق عليها أيضًا اسم «طحالب صناعة الزجاج». استخدمت الأوراق في علم الأدوية لعلاج الالتهابات والتهيج. ولا تزال الأوراق في بعض مناطق البحر الأبيض المتوسط تستخدم في تغذية الماشية. حاليا يتم تحليل إمكانية استخدامها بعد المعالجة الخاصة للتخصيب في الأمصال وإنتاج الغاز الحيوي
أظهرت دراسة حديثة أن مستخلص أوراق نبتة بوسيدون المحيطية التي تحتوي على مواد متعددة البوليفينول يمكن استخدامه لحفظ الأغذية وله خصائص مضادة للأكسدة والفطريات.

## حب الاستطلاع
أكبر كائن حي في العالم؟
تم اكتشاف نبتة بوسيدون المحيطية في عام 2006 يبلغ طولها حوالي 8 كم في جزر البليار بعمر 100000 عام. تقع النبتة داخل مرج يمتد لمسافة 700 كيلومتر مربع من منطقة إس فروس (فورمينتيرا) إلى شاطئ لاس ساليناس (جزيرة إبيثا). كان تحديد النبات ممكنًا بفضل استخدام العلامات الجينية. كان اكتشاف عشوائيًا حيث تشير التقديرات إلى أنه في هذه البراري المغمورة يعيش مائة مليون عينة من نفس النوع. ويعتقد أن هذا النبات هو واحد من أكبر الكائنات الحية في العالم وأطولها عمرا.